# يوان بانغ
يوان بانغ (بالإنجليزية: Ewan Bange)‏ (مواليد 15 ديسمبر 2001) هو لاعب كرة قدم محترف يلعب كمهاجم كوين أوف ساوث، على سبيل الإعارة من نادي بلاكبول.